# Dasychira anaha
Dasychira anaha är en fjärilsart som beskrevs av Swinhoe 1906. Dasychira anaha ingår i släktet Dasychira och familjen tofsspinnare. Inga underarter finns listade i Catalogue of Life.